# 约翰·布朗 (自行车运动员)
约翰·布朗（英語：John Brown，1916年1月7日—1990年4月12日），新西兰男子自行车运动员。他曾代表新西兰参加1938年大英帝国运动会自行车比赛，获得男子公路赛银牌。